# Rosa xanthina
Rosa xanthina es una especie de planta del género Rosa, de la familia Rosaceae.

## Taxonomía
Rosa xanthina fue descrita por Lindl. en 1820.

## Distribución
Se encuentra en el territorio de Mongolia hasta China y Corea.